# McPherson, Kansas
McPherson är en stad (city) i McPherson County, i delstaten Kansas, USA. Enligt United States Census Bureau har staden en folkmängd på 13 182 invånare (2011) och en landarea på 18,6 km². McPherson är huvudort i McPherson County.

## Kända personer från McPherson
- Montee Ball, utövare av amerikansk fotboll